# مزرعه علی محمدعبدالغفاری
مزرعه علی محمدعبدالغفاری یک آبادی در ایران است که در استان یزد واقع شده‌است.